# Adalia decempunctata
Adalia decempunctata sau buburuza cu zece puncte este o specie de buburuză aparținând genului Adalia, familia Coccinellidae .
Buburuza cu zece pete a fost una dintre numeroasele specii descrise inițial de Carl Linnaeus în lucrarea sa din secolul al XVIII-lea, Systema Naturae , numele său original a fost Coccinella decempunctata .  Numele său specific provine din latinescul decem „zece” și punctata „punctat”. 
O specie foarte variabilă, indivizii pot avea de fapt între 0 și 15 pete.
Adalia decempunctata este o specie palearctică comună întâlnită în Europa, Africa de Nord, Rusia europeană, Caucaz, Siberia, Belarus, Ucraina, Moldova, Transcaucazia și Asia de Vest.  .
Apare în pădurile de foioase din vestul Europei, pădurile de foioase din est, pădurile mixte sarmatice , la marginile pădurilor și în parcuri și grădini pustie și în stepa eurasiatică , biotopurile stepei panonice . Se găsește pe tufișuri și foioase, pe ierburi, sub scoarță, în mușchi pe copaci, în așternut de frunze, pe tufăr, resturi lemnoase grosiere și în sol aluvionar. 
Insectele se hrănesc cu afide. Adulții iernează în așternut și printre frunzele căzute.